# Odbavovací strojek Setright

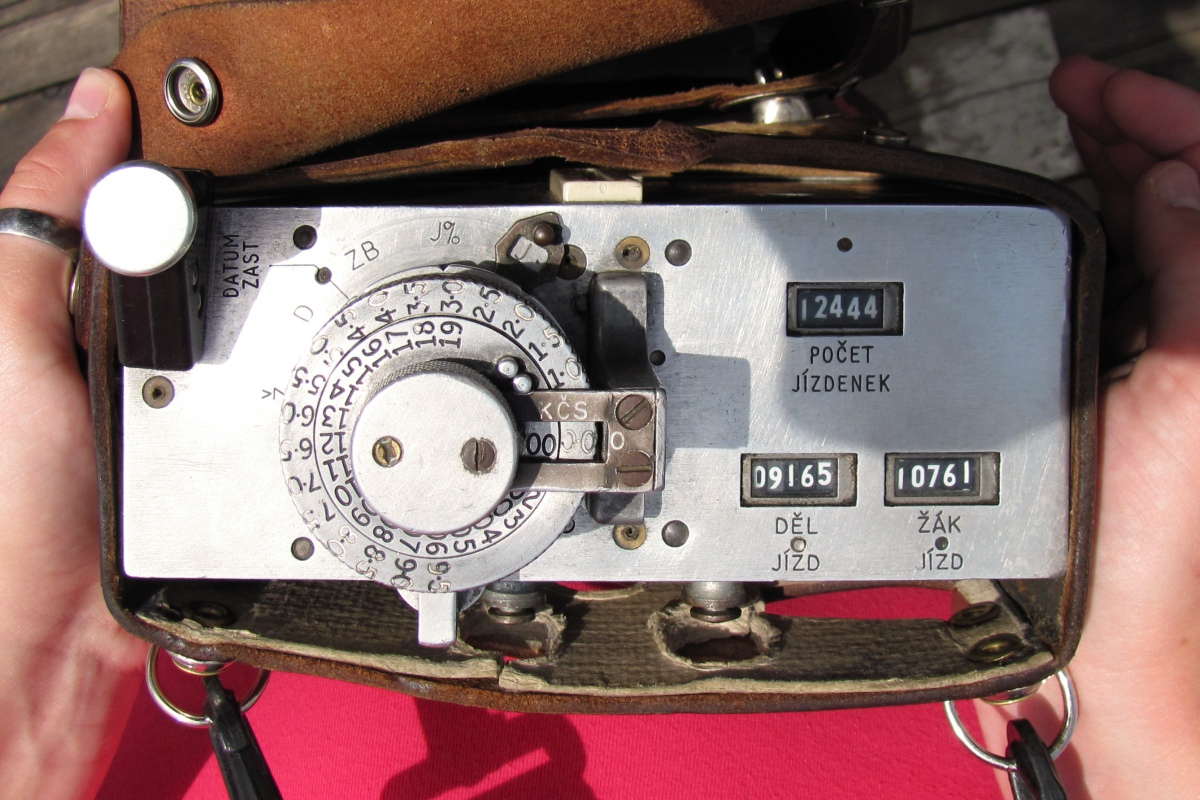
Strojek pro výdej jízdenek Setright

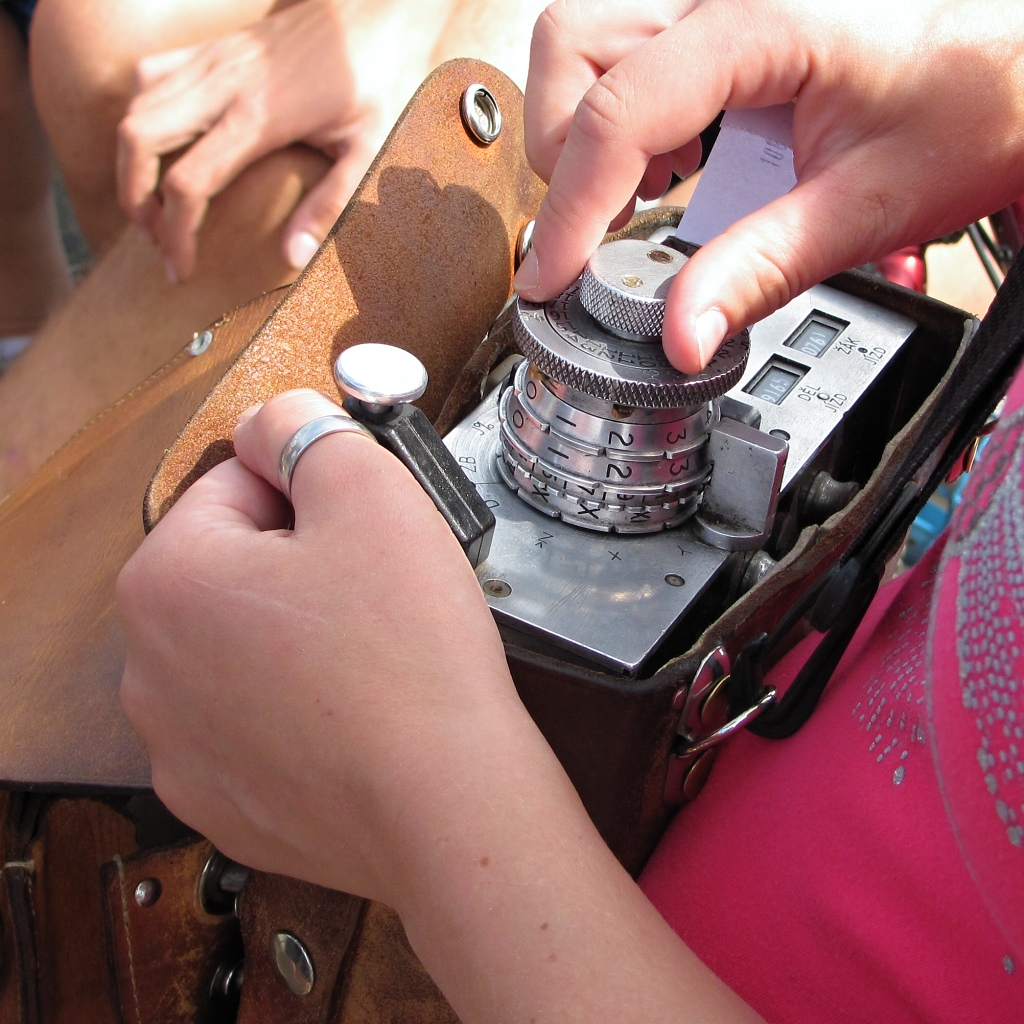
Po nastavení jízdného se otočením kličky jízdenka vytiskne na papírovou pásku, pak je možné vytištěnou jízdenku odtrhnout.

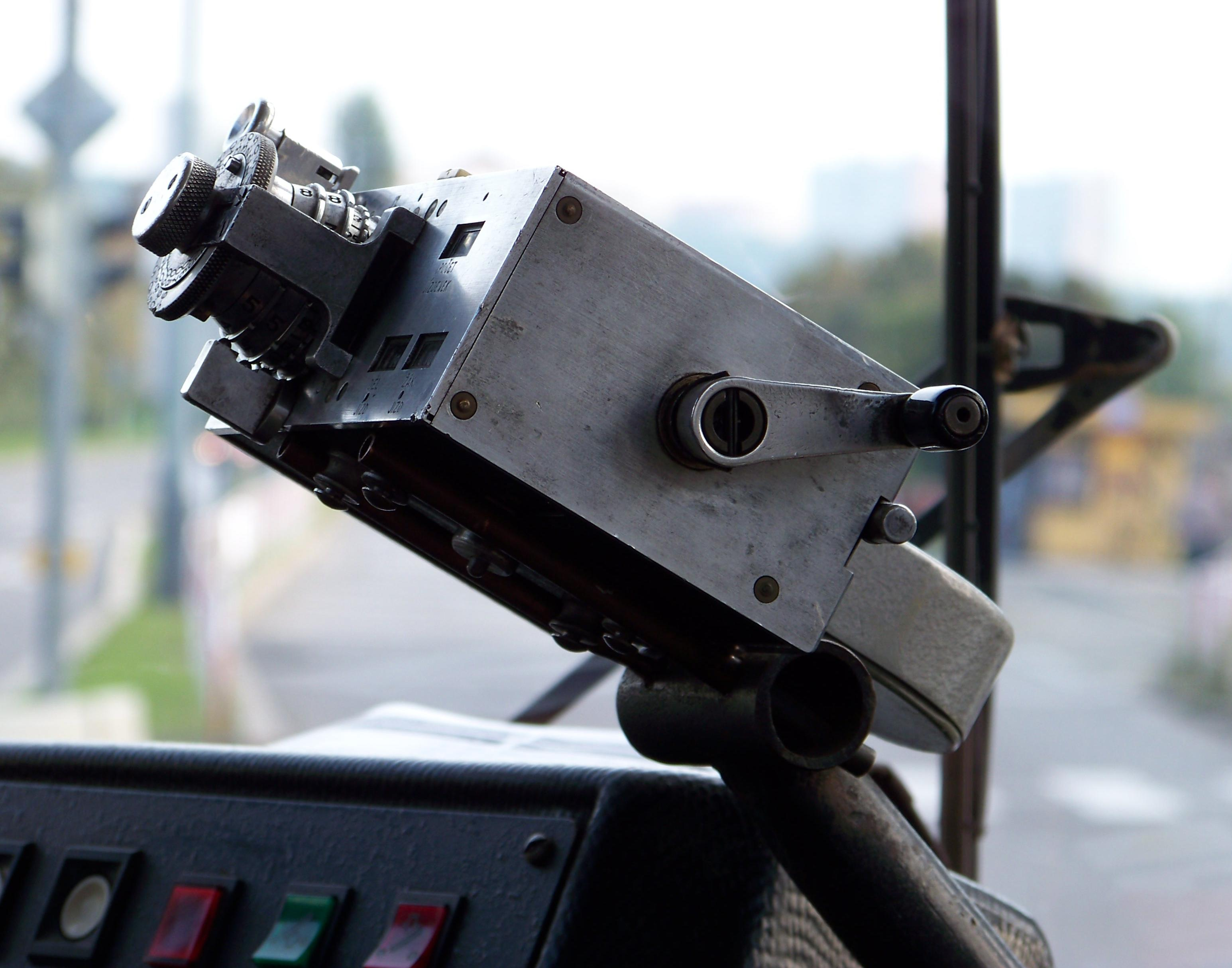
Strojek upevněný u stanoviště řidiče autobusu

Strojky Setright byly mechanické odbavovací strojky pro tisk a výdej jízdenek řidičem nebo průvodčím, které zároveň sčítají množství přijatých peněz a počet vydaných jízdenek podle druhu.

## Poptávka dopravců
Předchůdci jízdenek z odbavovacích strojků byly různé typy bločkových jízdenek. Kožená brašna, s desítkami bločků odstupňovaných po desetihaléřích, byla po dlouhou dobu atributem průvodčích autobusových linek. Vyhledání správného bločku, odtržení jízdenky a její označení kleštěmi byl časově náročný výkon. Pokrok přinesl odbavovací strojek. Urychlení prodeje jízdenek umožnilo prodej jízdenek řidičem. Dopravní společnosti ušetřily mzdové náklady. Dalším bonusem bylo přesné vyúčtování tržeb, protože strojky Setright nebylo možné oklamat. Historky o technické zdatnosti českých ručiček opomíjí skutečnost, že k podvodům docházelo prostřednictvím předem vytištěných lístků. Ať už se vytiskly na odcizeném strojku nebo strojku, se kterým se složitě manipulovalo. Šlo tedy o jenom nenechavé ručičky (Kriminalistický sborník 5/85). Od 90. let 20. století byly odbavovací strojky vesměs nahrazeny přenosnými elektronickými odbavovacími terminály.

## Vývoj
Vynálezce a designér Henry Roy Setright získal v Anglii patent na strojek s názvem „Trambus machine“ v roce 1922. Kolem roku 1932 se začala vyrábět verze SMA (speed machine, typ A).
Od 40. let začala společnost Setright Registers Ltd. vyrábět strojky typu LRD a SRD v provedení „insert ticket machine“, které neobsahovaly papírovou pásku, ale tiskly údaje na vloženou jízdenku, tj. fungovaly vlastně jako označovací strojek.
Kolem roku 1948 začal být vyráběn typ SMB Mk I a v roce 1965 typ SMB Mk II. Oba tyto typy opět tiskly jízdenky na papírový pás odvíjený z roličky, avšak zároveň umožňovaly i tisk na vloženou kartičkovou jízdenku. Pozdější verze SMB Mk III/Mk IIe měla více plastových dílů, byla méně spolehlivá a měla odlišný způsob nastavování jízdného.
Později byl vyvíjen typ SMD, který se podobal strojkům Almex. Kličkou se při výdeji jízdenek netočilo o plný úhel, ale jen o 90°.

## Odběratelé
Československo (ČSAD) a Německá demokratická republika (Kraftverkehr) byly hlavními odběrateli strojků Setright, jimiž byla pokryta prakticky celá autobusová síť.
Ve Velké Británii strojky Setright používaly firmy Walsall a the Birmingham and Midland Motor Omnibus Company (BMMO) známá též pod názvem Midland Red. Pro tyto dopravce byly charakteristické dlouhé trasy a proto vysoké ceny jízdného. BMMO používala růžový papír, Walsall bílý. Strojky Setright byly spolehlivější a praktičtější než konkurenční značka Ultimates.

## Použití v Československu

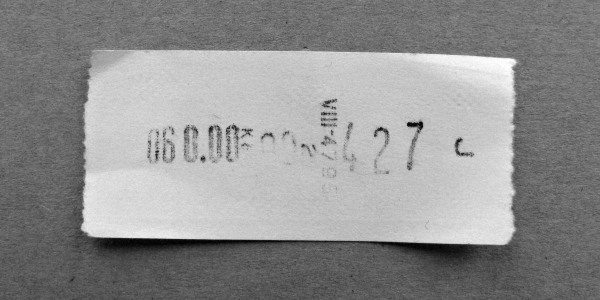
Jízdenka ze strojku pro výdej jízdenek Setright

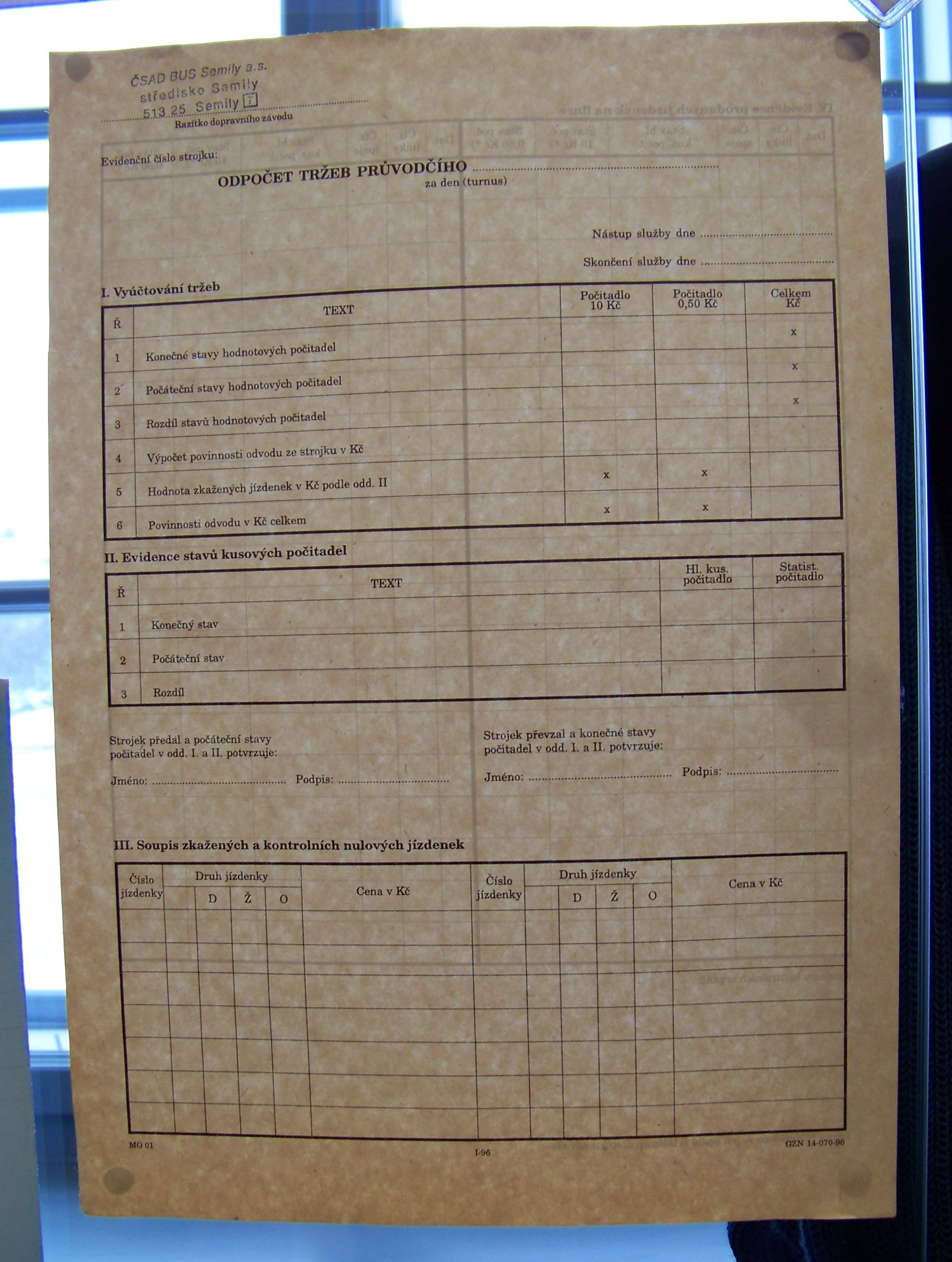
Tiskopis pro vykazování tržeb evidovaných strojkem Setright

ČSAD začaly používat strojky SMB Mk II přibližně v letech 1967–1968. V 80. letech se vydávaly jízdenky z těchto strojků prakticky ve všech linkových autobusech ČSAD s výjimkou městských linek. Dodávány byly až do poloviny 90. let. Na Slovensku se objevily i upravené strojky staršího typu SMB Mk I odkoupené z NDR.
Teprve kolem roku 1994 se začaly objevovat v autobusech první počítačové terminály pro výdej jízdenek. Používání strojků Setright však u některých transformovaných nástupců podniků ČSAD i u jiných dopravců, kteří strojky odkoupili, přetrvalo až do počátku 21. století. Jednou z příčin, která urychlila jejich stažení, byla novelizace požadavků zákona a vyhlášky na náležitosti jízdenky, kterým již strojky Setright nemohly vyhovět. Strojky Setright se však používaly při placení vstupného do Koněpruských jeskyní, na koupališti Lhota u Staré Boleslavi, v krytém bazénu v Jičíně, nebo při plavbě po Hracholupské přehradě.
Cena strojku v prvních československých zakázkách byla 3500 Kčs, v posledních českých dodávkách 15 000 Kč.
Strojek měl řidič upevněn na stojanu v pracovní poloze. Bylo však možno jej používat také vestoje zavěšený řemenem na krku.
Běžné jízdenky se tiskly na pás papíru. Někteří dopravci používali bílý papír, jiní papír různých barev (modrý, zelený, žlutý, růžový atd.), vždy však čistý bez předtisku i vodotisku. Kupoval-li cestující více jízdenek najednou (popřípadě jízdenku a zavazadlový lístek), celý pás jízdenek byl souvislý a byl odtržen až za poslední jízdenkou. Někteří řidiči si práci zjednodušovali a místo více jízdenek vydali jednu jízdenku se souhrnnou cenou, což sice nebylo v souladu s předpisy, ale fakticky to nevadilo. Časové týdenní a měsíční jízdenky pro žáky a pracující se vydávaly tak, že řidič vzal ze zásoby předtištěnou kartičku a do její dolní části strojkem otiskl „jízdenku“, tedy údaje o zaplacení. Strojek byl rovněž vybaven děrovačem, jímž se vyznačovalo použití časové jízdenky v dalších dnech. Strojek byl poháněn mechanicky ručním otočením kličkou.
Jízdenka obsahovala tyto údaje:
- Cenu zaplaceného jízdného nebo dovozného, tříciferný údaj o korunové částce a za tečkou dvojciferný údaj o haléřové částce. Následoval drobným písmem otočeným o 90° nápis „Kčs“. Cenu bylo možno stupňovat po padesátihaléřích až do 199,50 Kčs.
- Dvojciferné tarifní číslo nástupní zastávky (v jízdním řádu uváděné zkratkou Tč). Většina řidičů však tento údaj nenastavovala, takže obvykle bylo toto dvojčíslí nahodilé. Na jízdenkách se neuvádělo žádné označení linky ani cílové zastávky ani kilometrické vzdálenosti.
- Drobným písmem otočeným o 90° ve dvou řádcích den v měsíci (arabským číslem) a měsíc (římským číslem). Rok se na jízdenkách neuváděl.
- Zvětšeným písmem trojciferné pořadové číslo jízdenky. Po vydání 1000 jízdenek se počitadlo dostalo opět do původního stavu, takže počet jízdenek vydaných za delší období bylo možné zjistit jen za pomoci ručně psaných výkazů, kam se pravidelně zapisoval stav počitadla.
- Třemi až pěti zmenšenými číslicemi uvedenými pod sebou evidenční číslo strojku (u druhu jízdného). U většiny starších strojků (přibližně do čísla 8850) však číslo strojku bylo uvedeno vedle údaje o měsíci.
- Zcela vpravo byla značka, která označovala typ jízdného (J = plné jízdné, J% = poloviční jízdné, ZB = zavazadlo, X = rekreační jízdné, D = dělnické jízdné (jak časové, tak jednotlivé jízdenky), Ž = žákovské jízdné (viz dělnické), Y = neobsazeno (u ČSAD Plzeň pokuta).
- Podél horního okraje jízdenky byl nápis Č. S. A. D. (s anglickým pravopisem s tečkami). Na přelomu 80. a 90. let byl na některých strojcích údaj s číslem dopravního závodu (například „ČSAD NP DZ 512“), pak i nové názvy transformovaných či nových dopravců.

Britská verze strojku obsahovala kromě druhu jízdného ještě údaje „In“ nebo „Out“ označující směr jízdy.
Mechanická počitadla strojku sčítala celkový počet jízdenek, počet dělnických jízdenek, počet žákovských jízdenek, počet nulových jízdenek, počet desetikorun a počet padesátihaléřů. Na každé konečné musel řidič či průvodčí zapsat do výkazu stav všech těchto počitadel. Dvojí počítadlo ceny zřejmě souvisí s tím, že v britských podmínkách počítal strojek zvlášť šilinky a zvlášť pence, takže jeho funkčnost nebyla ohrožena decimalizací měny a zavedením nové pence.